# Косоключанский
Косоключанский — хутор в Кумылженском районе Волгоградской области. Входит в Слащёвское сельское поселение.

## География
Станица расположена на правом берегу реки Хопёр, к юго-востоку от станицы Слащёвской. Ближайшая железнодорожная станция расположена в городе Михайловка, в 100 км северо-восточнее.

## Население
| 2010 |
| ---- |
| 8    |

## Достопримечательности
В 1993 году близ хутора установлен Памятник казаку-воину.

Памятник всему Донскому казачеству

## Радио
Интернет Вещание : Радио Кумылженское Новая Волна